# Nemotelus sabroskyi
Nemotelus sabroskyi is een vliegensoort uit de familie van de Stratiomyidae. De wetenschappelijke naam van de soort is voor het eerst geldig gepubliceerd in 1958 door Hanson.